# Dylan Hoogerwerf
Dylan Hoogerwerf (* 9. August 1995 in Delft) ist ein niederländischer Shorttracker.

## Werdegang
Hoogerwerf startete international erstmals bei den Juniorenweltmeisterschaften 2013 in Warschau und belegte dabei den achten Platz mit der Staffel. Bei den Juniorenweltmeisterschaften 2014 in Erzurum errang er den 21. Platz im Mehrkampf und den neunten Platz mit der Staffel und bei den Juniorenweltmeisterschaften 2015 in Osaka den 18. Platz im Mehrkampf und den sechsten Platz mit der Staffel. Sein Debüt im Weltcup hatte im November 2014 in Montreal. Dabei belegte er den 35. und den 24. Platz über 500 m. Bei den Europameisterschaften 2017 in Turin gewann er die Silbermedaille über 500 m und die Goldmedaille mit der Staffel. Im März 2017 errang er bei den Weltmeisterschaften in Rotterdam den 18. Platz im Mehrkampf. In der Saison 2017/18 kam er im Weltcup über 500 m zweimal unter die ersten Zehn und belegte damit den zehnten Gesamtrang. Zudem erreichte er in Dordrecht mit dem zweiten Platz mit der Staffel seine erste Podestplatzierung im Weltcup. Bei den Europameisterschaften 2018 in Dresden holte er erneut die Goldmedaille mit der Staffel. Im Februar 2018 lief er bei den Olympischen Winterspielen in Pyeongchang auf den 11. Platz über 500 m. In der folgenden Saison belegte er bei den Europameisterschaften 2019 in Dordrecht den 26. Platz im Mehrkampf und bei den Weltmeisterschaften 2019 in Sofia den 32. Platz im Mehrkampf und den fünften Rang mit der Staffel. Bei den Europameisterschaften 2020 in Debrecen holte er die Silbermedaille mit der Staffel.

## Persönliche Bestzeiten
- 500 m      40,162 s (aufgestellt am 2. November 2019 in Salt Lake City)
- 1000 m    1:25,699 min. (aufgestellt am 7. Februar 2020 in Dresden)
- 1500 m    2:15,024 min. (aufgestellt am 9. Februar 2019 in Turin)
- 3000 m    4:41,612 min. (aufgestellt am 8. Januar 2017 in Amsterdam)